# Molukse lijster
De Molukse lijster (Geokichla dumasi; synoniem: Zoothera dumasi) is een zangvogel uit de familie Turdidae (lijsters). De vogel werd in 1899 door Lionel Walter Rothschild geldig beschreven en als eerbetoon vernoemd naar de verzamelaar met achternaam Dumas.

## Verspreiding en leefgebied
Deze soort is endemisch op Buru, een eiland van de zuidelijke Molukken.